# Підсоколик смугастогрудий
Підсоколик смустогрудий (Falco rufigularis) поширений в тропічній Мексиці, Центральній і Південній Америці і Тринідаді.

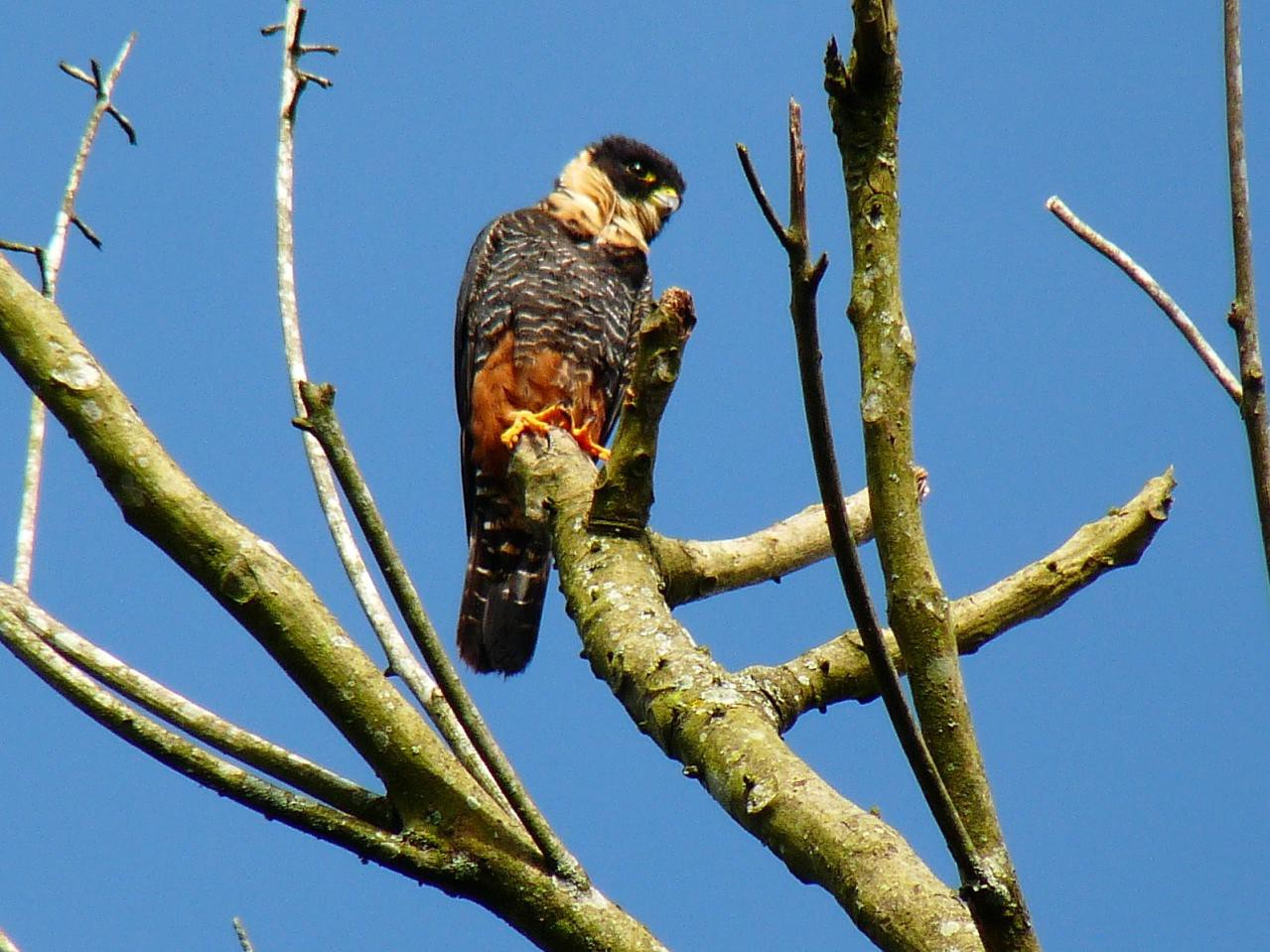
Підсоколик смустогрудий в Кальдас, Колумбія

Самиця вечірнього сокола 30,5 см завдовжки, що значно більше, ніж 23 см в довжину самців. Дорослі мають чорну спину, голову і хвіст. Горло, верхня частина грудей і шия — кремово-білі, нижня частина грудей і живіт — чорні, стегна і нижня частина живота — помаранчеві.
Ці невеликі темні хижі птахи мешкають в рідколіссі та на лісових галявинах. Вони полюють на кажанів, птахів і великих комах, таких як бабки. Цей сокіл полює в сутінках, як і кажани, що входять в його раціон.
Відкладає 2—3 яйця коричневого кольору.